# NGC 6268
NGC 6268 est un amas ouvert situé dans la constellation du Scorpion. Il a été découvert par l'astronome Écossai James Dunlop le 5 juin 1826.
Selon la classification des amas ouverts de Robert Trumpler, cet amas renferme moins de 50 étoiles (lettre p) dont la concentration est moyenne (II) et dont les magnitudes se répartissent sur un intervalle moyen (le chiffre 2).

## Observation
Avec une magnitude visuelle de 9,5, on peut observer l'amas avec des jumelles dont l'ouverture est d'au moins 80 mm ou avec un petit télescope.

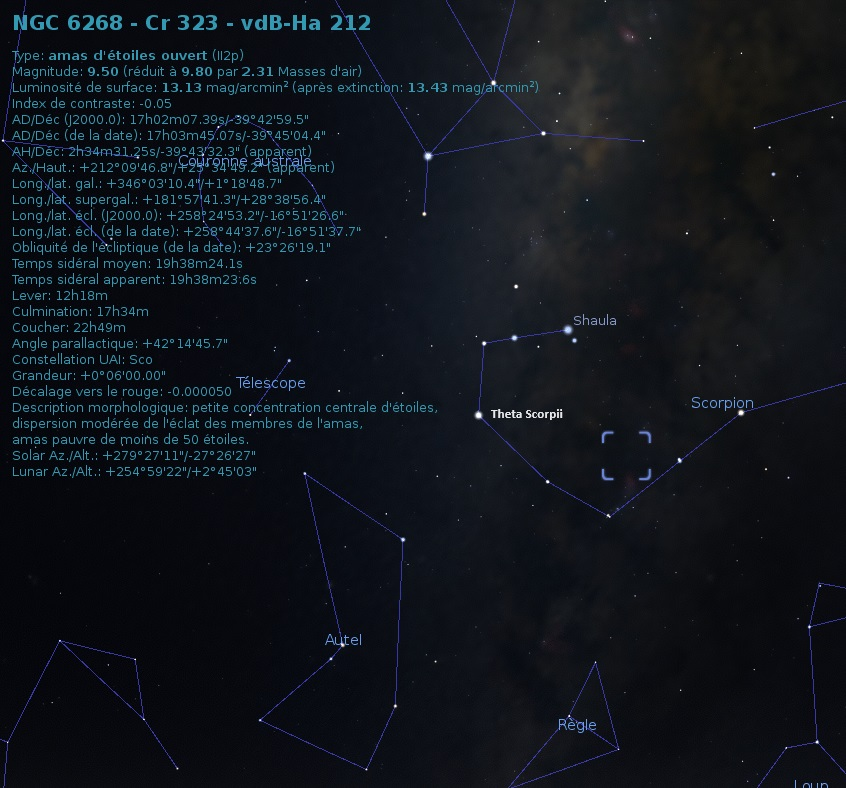
Localisation de NGC 6268 dans la constellation de Scorpion.

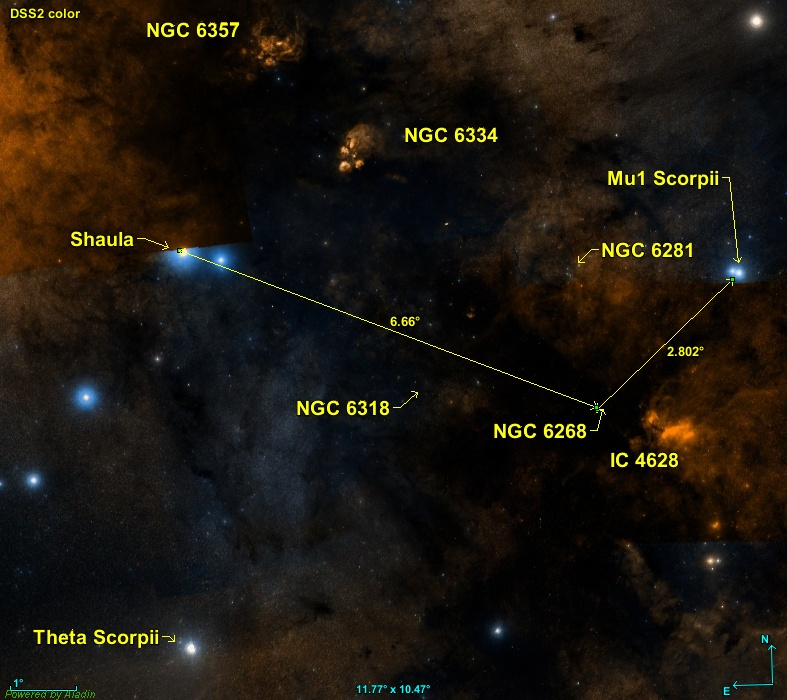
Position de NGC 6268 par rapport à deux étoiles.

NGC 6268 est situé à environ 2,8 degrés sud-est de Mu1 Scorpii et à environ 6,7 à l'sud-ouest de Shaula (Lambda Scorpii). Plusieurs objets astronomiques se trouvent dans le voisinage de NGC 6318 près de la queue du scorpion : deux autres amas ouverts, NGC 6268 et NGC 6268, ainsi que trois nébuleuses en émission, NGC 6357, la nébuleuse de la Patte de Chat (NGC6334) et IC 4628.

## Caractéristiques
Certaines caractéristiques apparaissent sur la base de données Simbad, mais une publication très récente (2023) basée sur les mesures de la parallaxe par le satellite Gaia a permis une mise à jour importante des données. Les données du « GAIA EARLY DATA RELEASE 3 (GAIA EDR3) » ont également permis aux auteurs (Almeida, Monteiro et Dias) de cette publication d'estimer la masse de 773 amas ouverts, dont celle de NGC 6268 qui est de 536 ± 107 {\displaystyle M_{\odot }}.

### Distance, taille et vitesse
Cet amas est à 1 409 ± 23 pc du système solaire.
La base de données Simbad indique cinq valeurs de la distance: 1 684,0 pc, 1 039 pc, 1 305 ± 45, 1 105 pc et 1 029 pc . La distance moyenne de cet échantillon est de 1 232 ± 276 pc (∼4 020 al), ce qui est compatible, mais inférieure à la distance proposée par Almeida, Monteiro et Dias.
La taille apparente de l'amas 6′,, ce qui, compte tenu de la distance de 1 409 ± 23 pc et grâce à un calcul simple, équivaut à une taille réelle de 8,0 ± 0,1 al.
Cinq vitesses semblables sont aussi indiquées sur la base de données Simbad: −14,41 ± 0,24 km/s −15,10 ± 0,09 km/s, −14,452 ± 0,369 km/s, −14,26 ± 0,21 km/s et −15,1 ± 0,1 km/s. La vitesse moyenne de cet échantillon est de −14,7 ± 0,4 km/s.

### Métallicité
Simbad rapporte deux valeurs de la métallicité, soit -0,153 et 0,14.
Selon Almeida et ses collègues, la métallicité de l'amas est égale à 0,044 ± 0,045. Selon cette valeur, le pourcentage d'éléments lourds (plus lourd que l'hydrogène et l'hélium) de cet amas serait compris entre 100% et 123% (100,044 ± 0,045) de celui du Soleil.

### Âge
Webda et Lynga indiquent un âge de 17 millions d'années (log10=7,236),, ce qui est très inférieur à l'age de 220 millions d'années  préconisé par Almeida. Selon un article publié en 2022, son âge est  du même ordre de grandeur que celui proposé par Almeida,  mais un peu moins grand. Deux valeurs venant de deux articles plus anciens (2020) sont indiquées, soit 295+76
−61 Ma (108,47 ± 0,10) et 200 Ma (108,30), mais la valeur retenue dans cet article est de 162+37
−30 Ma (108,21 ± 0,09).

## Étoiles
Selon un article publié en 2022, il existe 257 étoiles dont la probabilité d'appartenir à l'amas est supérieure à 90% et la masse de l'amas est de 422 ± 13 {\displaystyle M_{\odot }}.
Simbad montre aussi un bouton nommé Children. En cliquant sur ce bouton, on atteint une section de cette base de données qui renferme un tableau contenant 144 entrées pour NGC 6268. Cependant, des étoiles (les Children) peuvent apparaître plusieurs fois dans la deuxième colonne du tableau, d'où le nombre de liens bibliographiques qui est supérieure au nombre d'étoiles. La quatrième colonne de ce tableau indique la probabilité que l'étoile appartienne à l'amas. En cliquant sur le titre de cette colonne, on peut classer la probabilité par ordre croissant ou décroissant. En cliquant sur la désignation de l'étoile, on atteint la page de Simbad qui résume ses propriétés.